# Anna Blinkova
Anna Vladimirovna Blinkova (russisk: Анна Владимировна Блинкова, født 10. september 1998 i Moskva, Rusland) er en professionel tennisspiller fra Rusland.